# Pascal Boulanger
Pour les articles homonymes, voir Boulanger (homonymie).
Œuvres principales
- Faire la vie : entretien avec Jacques Henric, 2013.
- Au commencement des douleurs, 2013.
- Confiteor. Essai, 2015.
- Mourir ne me suffit pas, 2016.

Pascal Boulanger est un poète et critique littéraire français né en 1957 à Maisons-Laffitte (Yvelines).

## Biographie

### Enfance
Pascal Boulanger naît en 1957 d'un père ouvrier, devenu dessinateur industriel, et d'une mère femme au foyer. Il grandit à Sartrouville (Yvelines).[réf. nécessaire]

### Bibliothécaire et poète
Après son baccalauréat, il devient bibliothécaire à Bezons et commence à écrire des poèmes en 1985-1986. Il devient, par la suite, bibliothécaire à Montreuil (Seine-Saint-Denis).
Depuis mars 2019, Pascal Boulanger vit à Bazouges-la-Pérouse, près de Combourg (Ille-et-Vilaine, Bretagne). Il est le père de deux filles.

## Revuiste
Pascal Boulanger a créé et animé, de 1985 à 1992, la revue « Arc en Seine », en liaison avec la Bibliothèque Municipale de Bezons. Et il a été rédacteur au journal « Lecteurs » (Ville de Bezons, de 1993 à 1998), publiant des entretiens avec notamment Antoine Spire, Clément Rosset et Dominique Grandmont.
Il a été membre du comité de rédaction de la revue «Action poétique »  et coordinateur de dossiers sur les poètes et écrivains Henri Deluy (« Java » no 11, 1994), Gérard Noiret (« La Sape » no 36, 1994), Marcelin Pleynet « (La Polygraphe » no 9/10, 1999 et Faire part no 30/31, 2012), Philippe Beck (« La Polygraphe » no 13/14, 2000), Claude Minière (« Triages » no 23, 2011) et Angèle Vannier (« Triages » no 33, 2021) et directeur de la collection « Le corps certain » aux éditions Comp’Act de 2005 à 2007 .

## Récompenses et distinctions
Pascal Boulanger est nommé chevalier des Arts et des Lettres en 2023.  L’arrêté signé par la ministre de la culture Rima Abdul Malak le 23 mai 2023 précise : « Auteur, critique littéraire, conférencier, fondateur et animateur d’ateliers d’écriture »

## Publications

### Ouvrages
- Septembre, déjà, éd. Messidor, 1991[9] (Prix Georges Limbour remis par la ville du Havre sous la présidence d’Eugène Guillevic).
- Martingale, éd. Flammarion, 1995.
- Une Action poétique de 1950 à aujourd’hui, éd. Flammarion, 1998.
- Le bel aujourd’hui, éd. Tarabuste, 1999.
- Tacite, éd. Flammarion, 2001[10].
- Le corps certain, éd. Comp'Act, 2001.
- L’émotion l’émeute, éd. Tarabuste, 2003[11].
- Jongleur, éd. Comp'Act, 2005.
- Suspendu au récit... la question du nihilisme, éd. Comp'Act, 2006.
- Fusées et paperoles, L'Act Mem, 2008.
- Jamais ne dors, le corridor bleu, 2008.
- Cherchant ce que je sais déjà, Éditions de l’Amandier, 2009.
- L’échappée belle, Wigwam, 2009.
- Un ciel ouvert en toute saison, Le corridor bleu, 2010.
- Le lierre la foudre, éd. de Corlevour, 2011.
- Faire la vie : entretien avec Jacques Henric, éd. de Corlevour, 2013.
- Au commencement des douleurs, éd. de Corlevour, 2013.
- Dans les fleurs du souci, éd. du Petit Flou, 2014[12].
- Confiteor. Essai, éd. Tituli, mars 2015[13].
- Guerre perdue, éd. Passage d'encres, coll. "Trait court", octobre 2015.
- Mourir ne me suffit pas, préface de Jean-Pierre Lemaire, éd. de Corlevour, revue Nunc, juin 2016.
- Trame : anthologie, 1991-2018, suivi de L'amour là, Tinbad, 2018.
- Jusqu'à présent, je suis en chemin - Carnets : 2016-2018, éd. Tituli, 2019
- L'intime dense, éditions du Cygne, janvier 2021[14].
- Si la poésie doit tout dire, éditions du Cygne, 2022  (ISBN 978-2-84924-705-1).
- Ainsi parlait Chateaubriand, avec Solveig Conrad Boucher, Arfuyen, 2023  (ISBN 978-2-84590-352-4).
- En bleu adorable – Carnets : 2019-2022, Tinbad, 2023  (ISBN 979-1-09641-555-7)[15].
- L'amour malgré, illustrateur : Nora Boulanger-Hirsch, Voix d'encre, 2024  (ISBN 978-2-35128-222-9)[16].
- L'Écart - Carnets : 2023-2024, Éditions Douro, 2025, (ISBN 978-2-38406-491-5).

### Publications dans des anthologies
(avril 2022).
- « Histoires », dans Le poète d’aujourd’hui, 7 ans de poésie dans L’Humanité par Dominique Grandmont, Maison de la Poésie Rhône-Alpes, 1994.
- « L’age d’or », dans Poèmes dans le métro, Le Temps des cerises, 1995.
- « Grève argentée », dans Une anthologie immédiate par Henri Deluy, Fourbis, 1996.
- « En point du cœur », dans Cent ans passent comme un jour, cinquante-six poètes pour Aragon, édition établie et présentée par Marie Étienne, Dumerchez, 1997.
- « Ça", dans 101 poèmes et quelques contre le racisme », Le Temps des cerises, 1998.
- « Le bel aujourd’hui : chroniques », dans L’anniversaire, in’hui/le cri et Jacques Darras, 1998.
- « L’intime formule », dans Mars poetica, Skud (Croatie) et Le Temps des cerises, 2003.
- « Dans l’oubli chanté », dans Les sembles, La Polygraphe no 33/35, 2004.
- « Jongleur »(extraits), dans 49 poètes un collectif, réunis et présentés par Yves di Manno, Flammarion, 2004.
- « Miracle », dans Voix vives de méditerranée en méditerranée, anthologie Sète 2011, éd. Bruno Doucey, 2011.
- « Le sang du siècle », dans Ils ont chanté Bezons, Le temps des cerises, 2012  (ISBN 978-2-84109-879-8)[17].
- « Ivresse » dans Poètes Français et Marocains, anthologie, éd. Plyglotte-C.i.c.c.a.t, 2013.
- « Famine », dans Ouvrir le XXIe siècle : 80 poètes québécois et français, Moebius et Les Cahiers du sens, 2013.
- « Chronique d'une belle aujourd'hui », dans La Colère, Les Cahiers du sens, 2013.
- « Demain », dans Dehors : recueil sans abri, Editions Janus, 2016  (ISBN 978-2-91266-870-7)[18].
- « Rimbaud en son temps, dans Marcelin Pleynet, les grands entretiens d’Artpress, 2017  (ISBN 978-2-90670-534-0)[19].
- « Le paradis des orages », dans Les inédits de Rimbaud, c'est nous !, éd. Douro, 2022.
- « Ses yeux… », dans Dans une autre demeure, 5 sens éditions, 2022  (ISBN 978-2-88949-362-3)[20].
- « Les fins mesurables », dans Dans les sentiers de La Quête de la Joie : 35 écrivains à la rencontre de Patrice de La Tour du Pin, L'Herbe rouge, 2023.

### Publications en revues
- De Tel Quel à Nunc [chronique], dans La Revue des revues, no  47, Paris : Ent'revues, 2012, p. 55-61.

### Préfaces
Pascal Boulanger a préfacé le livre « Le corps du monde » de Gwen Garnier-Duguy, Editions de Corlevour, 2013  (ISBN 978-2-91583-189-4).

### Critiques
- Sur Jacques Henric : "À propos de la balance des blancs", 18 février 2011, La Règle du Jeu.
- Sur Pierre Le Coz (1) : "Le roman philosophique de Pierre Le Coz", La Pensée de Midi, 2010/2, n° 31.
- Sur Pierre Le Coz (2) : "Trois livres de Pierre Le Coz", 23 mars 2010.
- Sur Pierre Le Coz (3) : "Le Secret de la Vie de Pierre Le Coz", 4 septembre 2012.
- Sur Pierre Le Coz (4) : "Incises autour de L'Ancien des jours de Pierre Le Coz", 21 octobre 2013.

## Conférencier
Pascal Boulanger a été invite à participer à des conférences et rencontres littéraires: 
- Sur la poésie dans le cadre de la semaine de littérature française à la literaturwerkstatt de Berlin (du 16 au 19 septembre 1996).
- Sur L’œuvre de Rimbaud et de Marcelin Pleynet, à l’Université de Paris-Sorbonne, le 17 mai 2004.
- Sur le nihilisme contemporain, avec Claude Minière, aux « Nouvelles hybrides » à la Tour d’Aigues, le 18 mars 2007[23].
- Sur « Le corps, les langages, la pensée chez l’enfant et l’adolescent », au « Séminaire du jeudi », organisé par Catherine Zittoun, le 15 mars 2012.
- Sur Saint-Augustin au château de Beyssac, organisé par Jean Maison, à Saint Augustin (19390), le 23 août 2014.
- Participation, en 2011[24] puis en 2017, au Festival « Voix vives : de méditerranée en méditerranée », à Sète[25].